# Raffinerie Heide
La Raffinerie Heide GmbH est une entreprise allemande de raffinage du pétrole implantée à Hemmingstedt (près de la ville éponyme Heide dans le district de Dithmarschen ) et à Brunsbüttel. Les deux sites sont reliés par neuf pipelines de 32 kilomètres. Le propriétaire en est le groupe Klesch, détenu par l'anglo-américain  A. Gary Klesch, depuis 2010. La raffinerie se concentre sur le distillat moyen et la pétrochimie et ses principaux produits sont le carburant diesel, le mazout domestique, le carburant pour turbines d'aviation et les produits chimiques. La production d'une capacité totale d'environ 4,5 millions de tonnes est principalement vendue dans le nord de l'Allemagne. 

## Sites

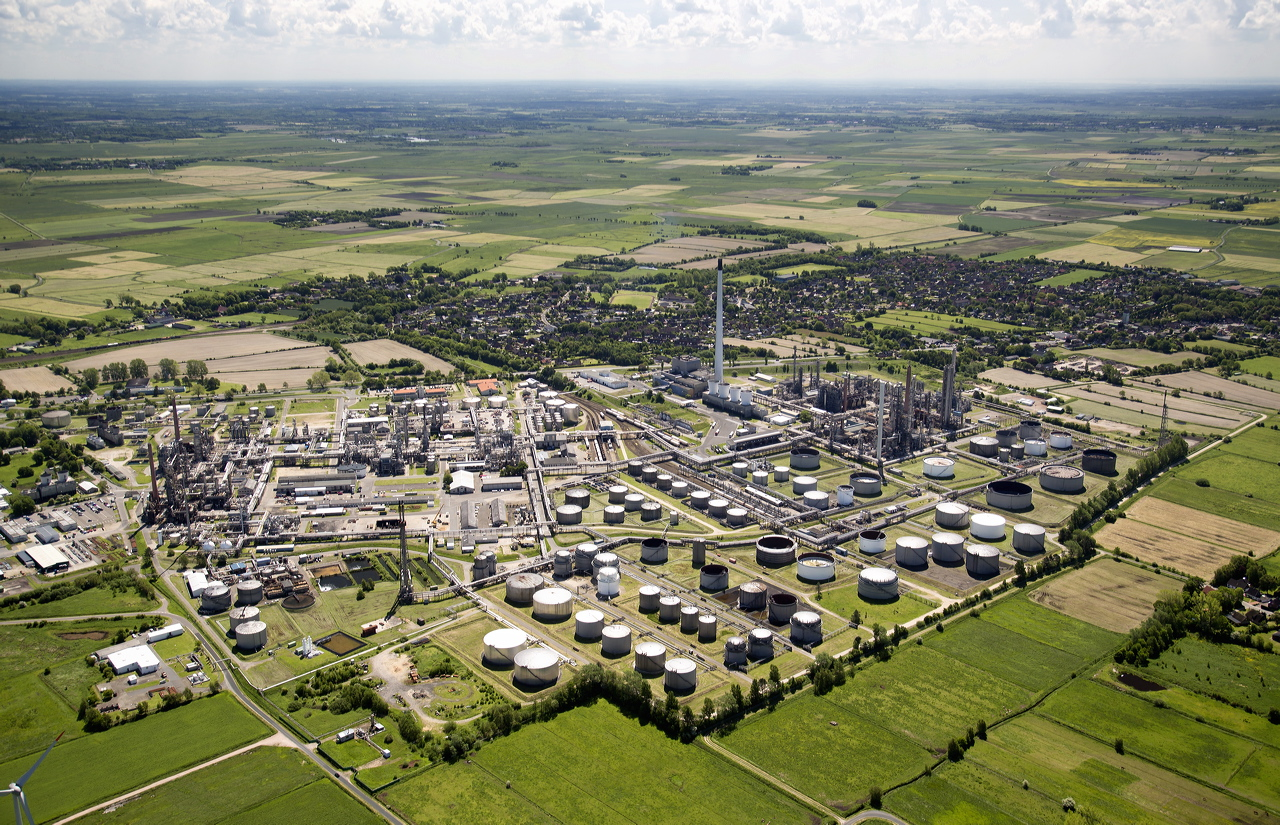
Raffinerie de Heide, site de Hemmingstedt

### Hemmingstedt
Avec une capacité de 4,5 millions de pétrole brut Tonnes par an, la raffinerie de Heide est une raffinerie avec un volume de traitement relativement faible. Cependant, sa complexité est évaluée avec un indice Nelson de 9,9, ce qui montre qu'il s'agit de l'une des raffineries les plus complexes d'Allemagne. Environ 15% du pétrole brut traité provient du plus grand gisement de pétrole extrait d'Allemagne, Mittelplate et Dieksand . En plus de la production, le site de Hemmingstedt possède sa propre centrale électrique, un service d'incendie et un parc de réservoirs d'une capacité de stockage de 460 000 tonnes. 
Environ 134 hectares constituent le site de la raffinerie à Hemmingstedt, plus de la moitié abritant la raffinerie elle-même, tandis qu'environ 53 ha constituent le parc de stockage à Brunsbüttel et environ 16 ha de terrain sur lequel sont situés les neuf pipelines reliant les deux sites. 

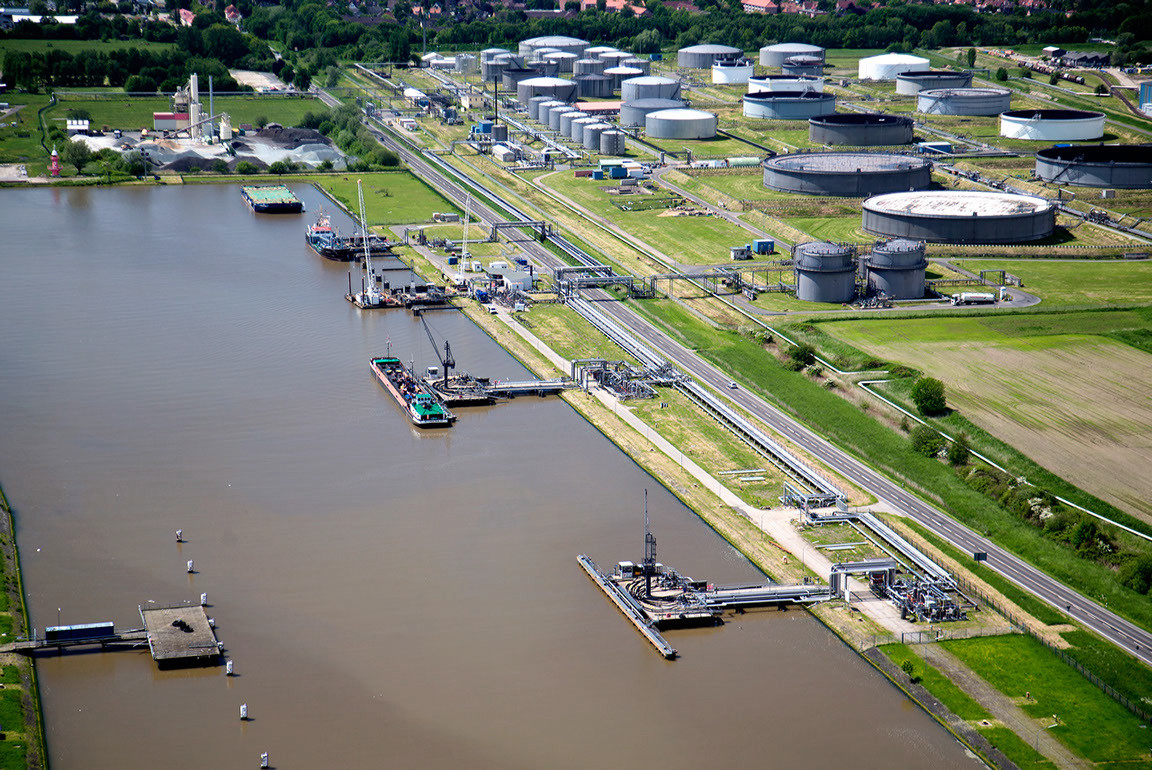
Raffinerie de Heide, emplacement Brunsbüttel

### Brunsbüttel
Le site de Brunsbüttel est situé du côté nord-ouest du canal de Kiel et fait partie du parc Brunsbüttel Chemcoast . Avec une capacité de stockage de 440 000 tonnes le parc de stockage de Brunsbüttel est le principal entrepôt de la raffinerie de Heide. Non seulement les installations de déchargement de pétrole brut se trouvent ici, mais aussi le pipeline de transport à longue distance de la plate-forme de production de Mittelplate.  

## Produits

### Produits pétroliers
Les quantités annuelles moyennes produites sont constituées des produits d'huile minérale suivants: 
- 63,2% de distillats moyens
- 16,3% essence
- 13,6% de mazout lourd
- 3,9% de bitume
- 3,0% autres

### Produits chimiques
En plus des produits d'huile minérale, il existe les produits préliminaires pour l'industrie chimique avec les quantités moyennes suivantes : 
- 64,7% d'aromatiques
- 31,9% d'éthène / propène
- 3,4% autres

## Ventes
Raffinerie Heide GmbH fournit uniquement des grossistes et des intermédiaires avec ses produits. 

### Itinéraires de transport et de livraison
Les produits de cette raffinerie sont transportés: 
- 53% par bateau
- 36% par pétrolier
- 5% par chemin de fer
- 6% par pipeline